# Michel Bernard (écrivain, 1958)
Pour les articles homonymes, voir Bernard et Michel Bernard.
Michel Bernard, né le 14 décembre 1958 à Bar-le-Duc, est un écrivain et haut fonctionnaire français.

## Biographie
Ancien élève de l'École nationale d'administration (1990-1992), il fait une carrière dans le corps préfectoral et est actuellement en disponibilité après avoir été sous-préfet de L'Haÿ-les-Roses et de Reims.
Il est également membre d'honneur de l'association des Amis de Maurice Ravel.

## Ouvrages
- Mes tours de France, L'Âge d'homme, 1999  (ISBN 2-8251-1276-3)Petite Vermillon n° 400, La Table ronde, 2014  (ISBN 978-2-7103-7236-3)
- Comme un enfant, Le Temps qu'il fait, 2003  (ISBN 2-86853-370-1)
- Le Ciel entre les feuilles, Éditions Noires terres, 2003  (ISBN 2-915148-02-3)Écrit avec Jean-Marie Lecomte (photographies).
- La Meuse sentimentale, Éditions Noires terres, 2004  (ISBN 978-2-915148-03-9)Écrit avec Jean-Marie Lecomte et Marc Paygnard (photographies).
- La Tranchée de Calonne, La Table ronde, 2007  (ISBN 978-2-7103-2981-7)Prix Erckmann-Chatrian 2007
- La Maison du docteur Laheurte, La Table ronde, 2009  (ISBN 978-2-7103-3077-6)Prix Maurice-Genevoix 2009
- Le Corps de la France, La Table ronde, 2010  (ISBN 978-2-7103-6553-2)Prix littéraire de l'armée de terre - Erwan Bergot 2010
- Pour Genevoix, La Table ronde, 2011  (ISBN 978-2-7103-6879-3)
- La Grande Guerre vue du ciel, Perrin, 2014  (ISBN 978-2-262-04071-0)
- Les Forêts de Ravel, La Table ronde, 2015  (ISBN 978-2-7103-7607-1)Prix du festival Livres & Musiques de Deauville 2015Petite Vermillon n° 416, La Table ronde, 2016  (ISBN 978- 2- 7103-7998-0)
- Visages de Verdun, Perrin, 2016  (ISBN 978-2-262-04813-6)
- Deux Remords de Claude Monet, La Table ronde, 2016  (ISBN 978-2-7103-8070-2)Prix du festival du livre de Metz  2017
- Le Bon Cœur, La Table ronde, 2018  (ISBN 978-2-7103-8320-8)Finaliste du Prix Anaïs-Nin 2018[4] ; Lauréat du Prix France Télévisions 2018, catégorie roman[5] ; Lauréat du Prix Louis-Barthou 2019 de l’Académie française
- Hiver 1814, Campagne de France, Perrin, 2019  (ISBN 978-2-262-06918-6)
- Le Bon sens, La Table ronde, 2020  (ISBN 978-2-7103-9050-3) ; Lauréat du Prix Alexandre-Vialatte 2020 et Grand prix catholique de littérature 2020
- Les Bourgeois de Calais, La Table ronde, 2021  (ISBN 979-10-371-0615-5)
- Hiver 1812, Retraite de Russie, Perrin, 2022  (ISBN 978-2-262-08582-7)

### Préfaces
- Robert Porchon, Carnet de route, Paris, La Table ronde, 2008, 206 p. (ISBN 978-2-7103-3083-7)
- Maurice Genevoix, La Mort de près, Paris, La Table ronde, 2011, 140 p. (ISBN 978-2-7103-6882-3)
- Maurice Genevoix et Paul Dupuy, Correspondance : 28 août 1914-30 avril 1915, Paris, La Table ronde, 2013, 330 p. (ISBN 978-2-7103-7055-0)
- Maurice Genevoix, Ceux de 14, Paris, Flammarion, 2013, 953 p. (ISBN 978-2-08-130985-2)
- André Pézard, Nous autres à Vauquois : 1915-1916, Paris, La Table ronde, 2016, 362 p. (ISBN 978-2-7103-7966-9)
- Maurice Genevoix, illustrations de Bernard Puchulu, Ceux de 14, Les Eparges, éditions de La Martinière, 2017  (ISBN 978-2-7324-8112-8)

## Récompenses
- Prix Michel-Dard (2018)
- Prix Louis-Barthou (2019)[6]
- Prix Alexandre-Vialatte (2020)
- Grand prix catholique de littérature (2020)[7]
- Prix de l'Académie française Maurice-Genevoix (2021)

## Décoration
- Officier de l'ordre des Arts et des Lettres (2016)[8]